# Hripsimé
Hripsimé ou Rhipsimé (en arménien Հռիփսիմե) est une vierge « romaine » martyrisée avec ses compagnes en 301 en Arménie. Avec saint Grégoire l'Illuminateur et sainte Gayané, sainte Hripsimé est une des trois saints les plus représentatifs de l'Église apostolique arménienne.

## Biographie
Agathange est la principale source historique au sujet de l'histoire de Hripsimé, Gayané et de leurs 40 (ou 32 ou 35) compagnes, qualifiées de vierges romaines mais plus vraisemblablement originaires de l'une des provinces orientales de l'Empire. Selon la légende, l'empereur romain Dioclétien aurait succombé à la grande beauté de Hripsimé, causant la fuite de l'abbesse Gayané et des siennes en Arménie ; le roi arménien Tiridate IV aurait à son tour convoité Hripsimé et, devant son refus, l'aurait fait mettre à mort en 301. Il est cependant plus probable qu'il ait pris cette décision à la suite de la dénonciation par le gouverneur de la province dont provenaient les vierges. La langue de Hripsimé est arrachée, son estomac ouvert, elle est aveuglée puis tuée, et son corps est taillé en morceaux.
Toujours selon Agathange, le roi aurait alors été transformé en sanglier jusqu'à sa conversion au christianisme par saint Grégoire l'Illuminateur. Le Christ serait ensuite apparu au saint et lui aurait indiqué l'endroit du martyre de Hripsimé, où Grégoire fait alors élever un martyrium, détruit au VIIe siècle et remplacé par l'actuelle église Sainte-Hripsimé d'Etchmiadzin.

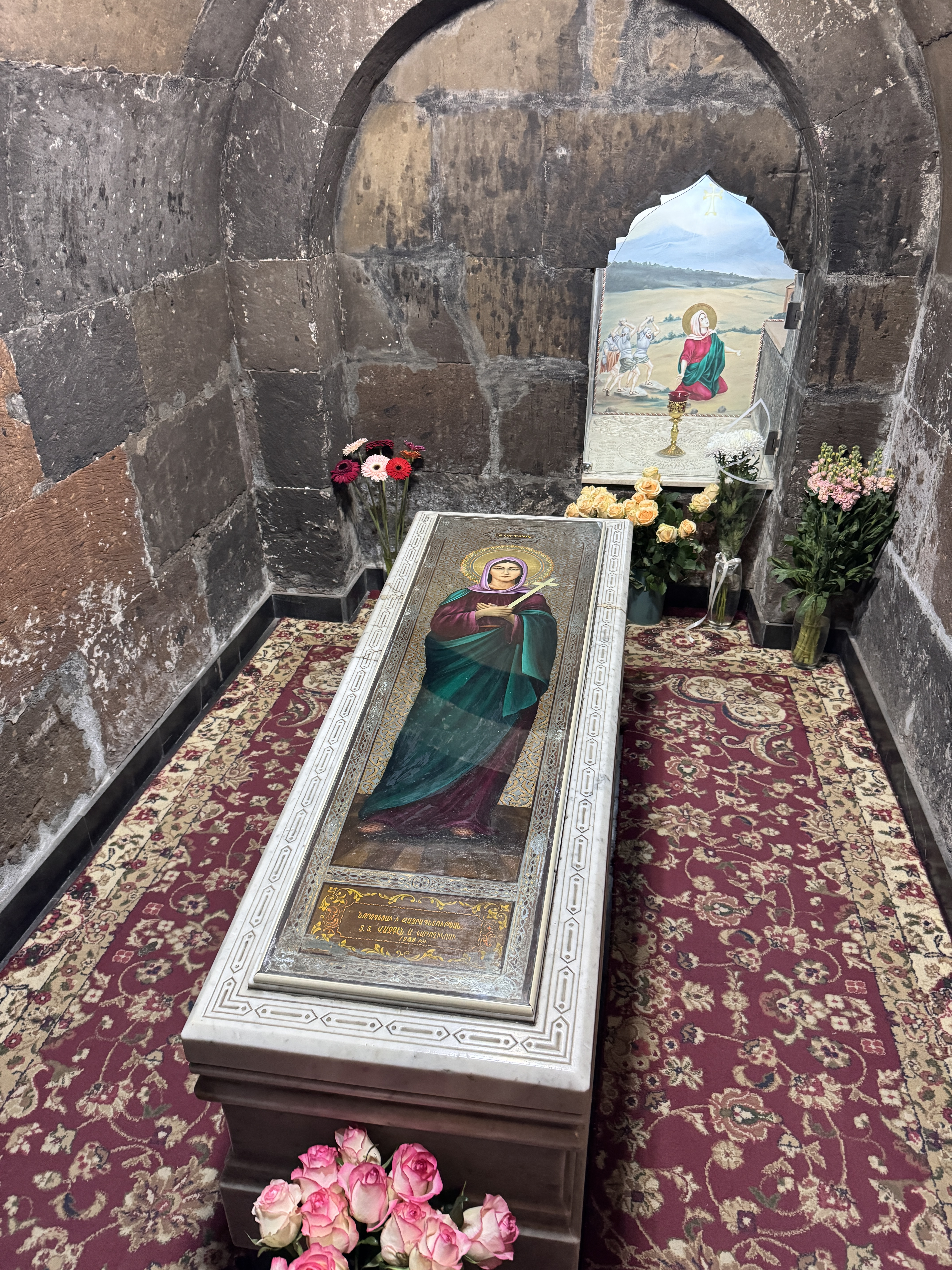
Tombeau de sainte Hripsimé.
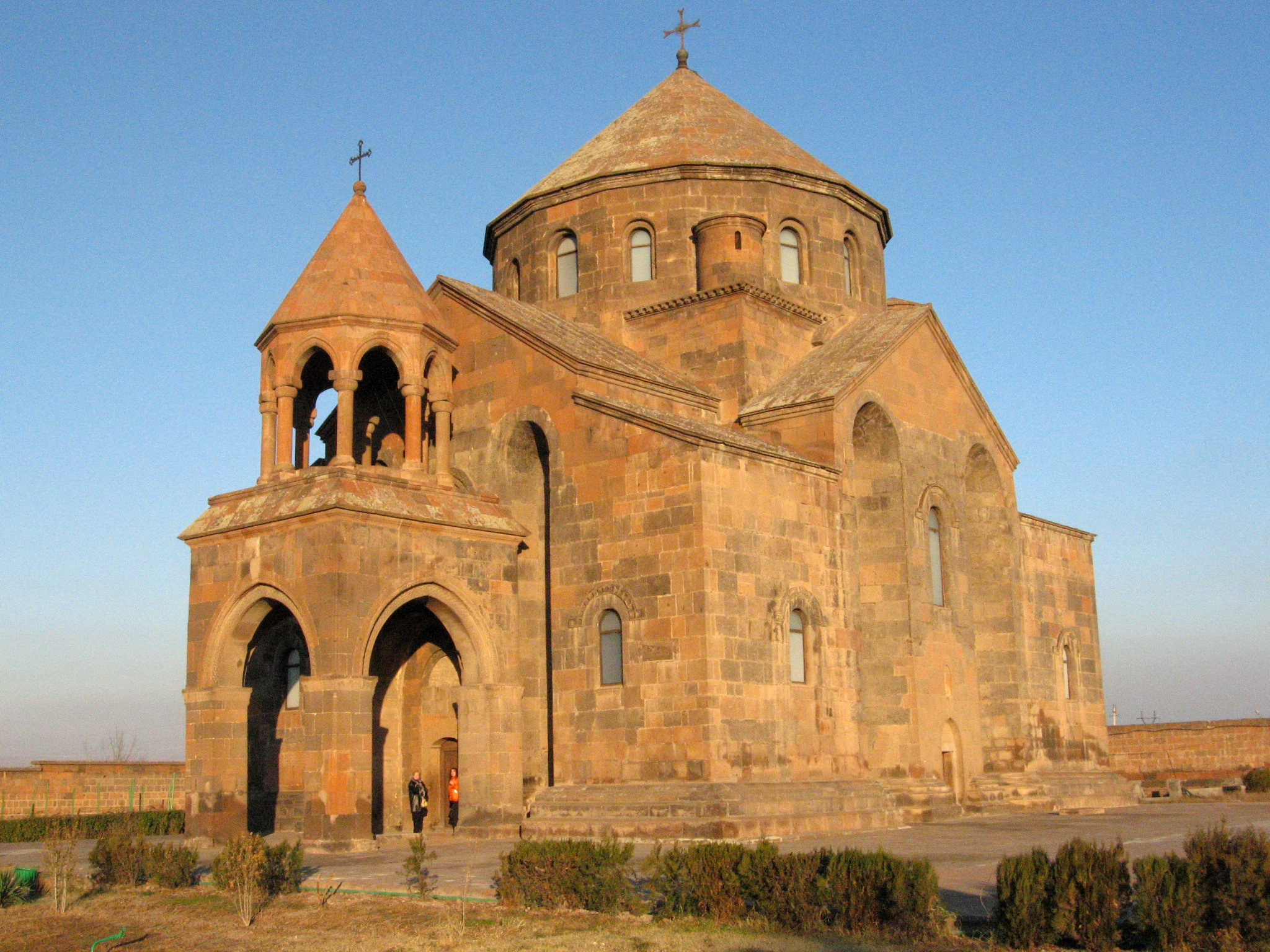
L'église Sainte-Hripsimé, Etchmiadzin.
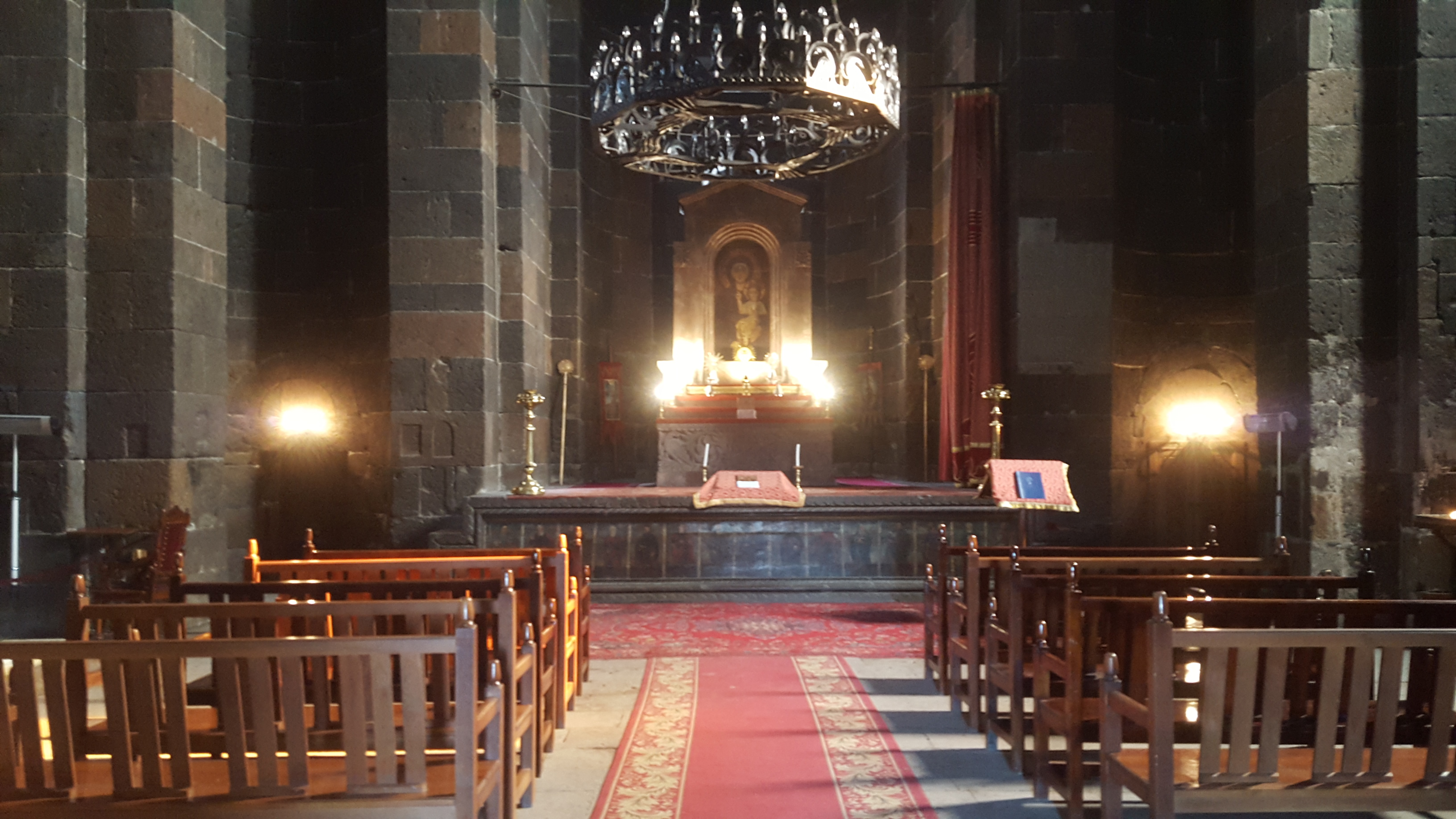
Intérieur de Sainte-Hripsimé.

## Culte
Hripsimé et ses compagnes sont les premiers martyrs chrétiens d'Arménie. Leur culte se développe principalement à partir du VIIe siècle, avec notamment la construction d'édifices religieux le long de leur périple vers Vagharchapat, comme à Varagavank.
Sainte Hripsimé est commémorée plus de 8 semaines après Pâques (le 8 juin en 2009) par l'Église apostolique arménienne, et le 29 septembre par l'Église catholique romaine.
Elle fait l'objet d'une dévotion particulièrement vive au sein de l'Église orthodoxe éthiopienne sous le nom d'Arsema (en amharique አርሴማ). Au moins trois églises et monastères lui sont dédiés, dont une situé sur l'une des îles du lac Tana, qui fait l'objet d'un pèlerinage chaque année au mois de janvier. La Vie d'Arsema (Gedle Arsema) est un ouvrage de spiritualité très populaire en Éthiopie. Elle est fêtée le 29 du mois de Mäskäräm, soit le 26 ou le 27 septembre dans le calendrier julien et le 9 ou le 10 octobre dans le calendrier grégorien.